# Андреев, Никита Валерьевич
Никита Валерьевич Андреев (род. 12 сентября 2004 года в Санкт-Петербурге, Россия) — российский фристайлист, выступающий в могуле и парном могуле, чемпион мира среди юниоров (2021), чемпион России (2021), участник Олимпиады 2022.

## Биография
Никита Андреев родился 12 сентября 2004 года в Санкт-Петербурге. Научился кататься на лыжах в 2,5 года.
В секцию фристайла родители отдали его, думая, что это горнолыжная секция. Сначала занимался не только могулом, но и слоупстайлом.
5 декабря 2020 года дебютировал в Кубке мира. В том же месяце на Чемпионате России 2020 в Чусовом занял 4 место в могуле и 9 место в параллельном могуле.
В марте 2021 года дебютировал на Чемпионате мира. Через 2 недели выиграл Чемпионат мира среди юниоров в могуле и занял 5 место в параллельном могуле. Ещё через неделю стал чемпионом России в могуле, а в параллельном могуле занял 4 место.
Вошёл в состав сборной Олимпийского комитета России на олимпиаде 2022 в Пекине. В первой квалификации в могуле выступил неудачно, заняв 27 место среди 30 участников. Во второй квалификации занял 9 место и попал во вторую десятку участников финала. В первом финале занял 8 место. Во втором финале не смог закончить трассу и завершил выступление на 12 месте.